# The Last of Us Part I
The Last of Us Part I — відеогра в жанрі пригодницького бойовика, розроблена Naughty Dog і видана Sony Interactive Entertainment. Вона є ремейком The Last of Us (2013) та має перероблений ігровий процес, включно з покращеними бойовою механікою та дослідженням середовища, а також розширені спеціальні можливості. Сюжетна історія оповідає про Джоела, який має супроводжувати дівчину-підлітка Еллі через постапокаліптичні Сполучені Штати та захищатися від канібалістичних істот, заражених штамом вірусу грибка кордицепс, що мутував. Гра включає доповнення The Last of Us: Left Behind, яке оповідає про Еллі та її кращу подругу Райлі. Багатокористувацький режим з оригінальної гри не було додано до ремейку.
Розробкою керували ігровий та креативний директори Метью Ґаллант і Шон Ескейґ, які замінили оригінальних директорів Брюса Стрейлі та Ніла Дракманна відповідно. Гра була перебудована для використання переваг сучасних технологій, що вимагало створення нових анімацій, художнього оформлення та моделей персонажів, щоби вони відповідали баченню команди розробників оригінальної гри. Візуальні відділи проаналізували оригінальні катсцени та оповідальні фрагменти, щоби визначити важливі сюжетні лінії, їх початковий напрям та мету. Команда розширила ігровий процес, технології та спеціальні можливості The Last of Us Part II (2020), використовуючи її ігровий рушій та спираючись на нього за допомогою оновлених технологій. До катсцен було додано аудіодискрипцію, для створення якої розробники співпрацювали з Descriptive Video Works. Гра має підтримку об'ємного звуку, а також тактильного зв'язку та адаптивних гачків контролера DualSense.
The Last of Us Part I була випущена для PlayStation 5 у вересні 2022 року. Вона отримала схвальні відгуки критиків, які похвалили графічні покращення, анімацію облич, штучний інтелект, а також додаткові опції спеціальних можливостей, звук та опції для контролера; реакція на ігровий процес та дизайн рівнів була неоднозначною, тоді як деякі оглядачі поставили під сумнів необхідність ремейку, особливо з огляду на його ціну. Гра отримала нагороду на церемонії Visual Effects Society Awards, а також була номінована на The Game Awards, Golden Joystick Awards та British Academy Games Awards. Версія для Windows, яка була випущена в березні 2023 року, отримала неоднозначні відгуки через низку проблем із продуктивністю.

## Ігровий процес

The Last of Us Part I (праворуч) є ремейком The Last of Us (ліворуч) з переробленим ігровим процесом, оновленими моделями персонажів та покращеними світловими ефектами.

The Last of Us Part I є ремейком The Last of Us (2013), відеогри від третьої особи в жанрі пригодницького бойовика. Гравець подорожує постапокаліптичним середовищем, щоби просуватися сюжетною історією, використовуючи вогнепальну та імпровізовану зброю, а також рукопашний бій і скритність для захисту від ворожих людей і канібалістичних істот, відомих як Заражені (англ. Infected), які були уражені штамом вірусу грибка кордицепс, що мутував. Більшу частину проходження гравець контролює Джоела, який супроводжує дівчину-підлітка Еллі Сполученими Штатами. Гравець контролює Еллі протягом усього зимового сегмента, а у вступній частині недовго контролює Сару, доньку Джоела. У доповненні Left Behind гравець контролює Еллі, яка проводить час зі своєю найкращою подругою та коханою Райлі Абель. Багатокористувацький режим з оригінальної гри був виключений з Part I, а її сюжет залишився не зміненим.
У ремейку представлено оновлений ігровий процес, у тому числі покращена бойова механіка та дослідження. Перероблений штучний інтелект (ШІ) дозволив відображати на екрані більше неігрових персонажів, причому ворожий ШІ діє більш агресивно й тактично, ніж в оригінальній грі. Заражені зазнали невеликих змін, як-от нові анімації для Сталкерів (англ. Stalkers) та атака Топляків (англ. Bloaters). Ігровий процес був доповнений режимами перманентної смерті та швидкісного проходження, а також новими костюмами для Джоела та Еллі. Опції спеціальних можливостей були розширені елементами управління, що можна налаштовувати, аудіодискрипцією катсцен і тактильним зв'язком під час діалогів; режими складності дають змогу налаштувати стійкість противників, ефективність скритності та доступність ресурсів. У фоторежим було додано кілька нових функцій для модифікації візуальних ефектів та ігрового процесу, як-от уповільнений рух та нескінченні боєприпаси.
На PlayStation 5 гра використовує тактильний зв'язок та адаптивні гачки контролера DualSense для імітації ігрових дій, як-от стрілянина з дробовика або натягування тятиви. Гра підтримує вихідне відображення з роздільною здатністю 4K з частотою 30 кадрів в секунду або масштабовану роздільну здатність з 60 кадрами в секунду; з увімкненою змінною частотою оновлення обидва режими допускають розблоковану частоту кадрів, здатну досягати понад 60 кадрів в секунду.

## Синопсис
У 2013 році спалах грибка кордицепс, що мутував, почав поширюватися територією Сполучених Штатів, перетворюючи людей на агресивних істот, відомих як «Заражені». Через двадцять років інфекція повністю зруйнувала цивілізацію, а ті, хто вижив, змушені жити в тоталітарних карантинних зонах, невеликих поселеннях і кочових групах. Протагоніст Джоел, який є контрабандистом, погоджується супроводжувати до місця призначення дівчинку-підлітка Еллі, яка має імунітет до інфекції, сподіваючись, що вона допоможе знайти ліки.

## Розробка
The Last of Us Part I була розроблена Naughty Dog під керівництвом ігрового та креативного директорів Метью Ґалланта й Шона Ескейґа, які замінили оригінальних директорів Брюса Стрейлі та Ніла Дракманна відповідно. Ґаллант раніше працював дизайнером бойової системи оригінальної гри та Uncharted 4: A Thief's End (2016), і був провідним системним дизайнером The Last of Us Part II (2020), відповідая за опції спеціальних можливостей. Ескейґ був провідним кінематографічним аніматором The Last of Us — його першої гри — і креативним директором Uncharted: The Lost Legacy (2017), після чого працював креативним директором і співсценаристом Marvel's Avengers (2020) у Crystal Dynamics, перш ніж повернутися до Naughty Dog у квітні 2021 року. Ґаллант та Ескейґ розділили свої обов'язки директорів, тоді як Ескейґ узяв на себе відповідальність за катсцени. Ґаллант виявив, що є ближчим до тематики в грі, ніж під час розробки оригінального проєкту, оскільки став батьком. За словами Ескейґа, команда підійшла до ремейку як до «любовного листа нашим фанатам, франшизі та нам самим як розробникам»; вони відчували відповідальність за збереження його суті та якості. Кілька людей із творчого керівництва Part I працювали над оригінальною грою.
Naughty Dog сподівалася, що ремейк зробить Part I та Part II однаковими з погляду технологічної та графічної складових. Команда відчувала, що ремейк представить оригінальну гру новій аудиторії, наприклад, глядачам телеадаптації та новим гравцям PlayStation 5. Part I була частково натхнена сценами спогадів із Part II, для яких команда відновила локації та об'єкти з оригінальної гри: Ґаллант сказав, що кілька членів команди розмірковували, якщо «вся гра буде виглядати так само добре, як ці сцени спогадів, наскільки це було б захопливо». Розробка почалася з переведення гри на оновлений ігровий рушій Part II. Гра була перебудована для використання апаратного забезпечення PlayStation 5, що вимагало нового художнього оформлення, анімацій та моделей персонажів. Студія вважала, що технологічні та графічні покращення мали відповідати баченню розробників оригінальної гри. Ескейґ хотів, щоб кожен елемент створював у гравця відчуття повного занурення в ігровий світ. Команда провела переоцінку тисяч «мікрорішень» під час розробки, видаливши об'єкти, які вважалися неважливими чи відволікаючими, і деталізувала чи переробила ті, які вимагали покращень. Локації були переосмислені, щоб визначити, чи був їхній дизайн результатом технічних обмежень PlayStation 3; локації, які вважалися такими, були перебудовані або деталізовані.
Розробники раціоналізували перебудовані опції спеціальних можливостей як важливі для ремейку. Вони розширили опції з Part II — за сприяння того, що Part I ґрунтувалася на рушії Part II — трьома налаштуваннями параметрів для гравців зі слуховими, руховими або зоровими порушеннями. Під час розробки Part II консультант зі спеціальних можливостей для сліпих Брендон Коул зазначив, що слабозорі гравці втрачають контекст довкілля й невисловлених взаємодій між персонажами, але терміни виробництва Part II обмежили здатність команди реалізувати рішення. Ґалант переглянув ідею під час розробки Part I і співпрацював з Descriptive Video Works, щоб створити аудіоопис для катсцен. Написання та запис аудіоописів спричинили труднощі, оскільки вони мали передавати інформацію лаконічно, водночас зберігаючи контекст і тематику. Параметри вібрації, які можна налаштовувати, були натхненні оглядом Uncharted: Legacy of Thieves Collection (2022) від вебсайту Can I Play That?, у якому критикувався бракування варіативності. Команда визначила частини ігрового процесу, які можуть спричинити проблеми для гравців із порушеннями, як-от аркадна частина в Left Behind, та залучила для допомоги кількох консультантів, включно з Коулом.
Бойова система, особливо рукопашна, розвивалася з допомогою інструментів розробки з Part II. Команда вважала, що бойові сутички в оригінальній грі були культовими та вимагали серйозного перегляду; вони відмовилися від можливості для персонажа лягти — механіка, додана в Part II — оскільки вона «зламала б ігровий процес і бойовий простір», оскільки не була передбачена оригінальною грою. Механіка ухилення була так само виключена з Part II, оскільки вимагала перероблення як ворожих атак, так і ігрового простору, та зменшувала почуття клаустрофобії й напруги під час бойових сутичок; Ґаллант зазначив, що гра за «Джоела принципово повинна відчуватися інакше, ніж за Еллі», протагоніста Part II. Обмеження апаратного забезпечення PlayStation 3 змусили початкову команду «скупчити разом» (англ. hack together) бойові сутички, у тому числі ті, що були прописані в сценарії; апаратне забезпечення PlayStation 5 дозволило розробникам створювати динамічні сутички, тоді як штучний інтелект (ШІ) керував ворожими неігровими персонажами (НІП) з точнішим розслідуванням та аналізом ситуації. Фундаментально, технологія ШІ ґрунтується на Part II. У той час як оригінальна гра була обмежена вісьмома НІП під час сутичок, через що деякі НІП ігнорували гравця в присутності інших НІП, PlayStation 5 дозволила використовувати до 128 активних НІП, що фокусувалися на гравці. У деяких випадках в оригінальній грі не могло бути одночасного бою із Зараженими чоловічої та жіночої статі, що було виправлено в ремейку. Ґалант виявив, що нова технологія зробила ігровий процес більш непередбачуваним.

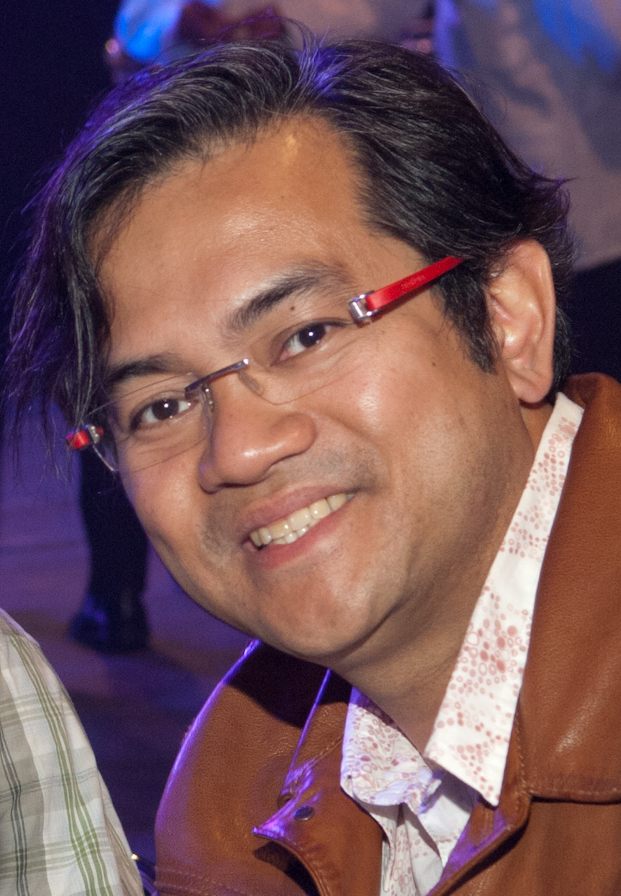
Ерік Панґілінан, один з художніх директорів оригінальної гри, який обійняв ту ж саму посаду під час розробки The Last of Us Part I.

Відділи, які відповідали за графічну складову, проаналізували оригінальну гру, щоб краще зрозуміти її, зосередивши ресурси розробки на найважливіших сценах та сюжетних лініях, щоб максимально збільшити їхній вплив. Замість того, щоби просто покращити візуальні ефекти, команда проаналізувала катсцени та наративні фрагменти, використовуючи модернізовані методи, щоб наголосити на сюжетних моментах. Художній директор Ерік Пангілінан стежив за тим, щоб команда пам'ятала оригінальний напрямок та мету кожної сцени; у деяких випадках під час розробки вони втрачали первісний зміст, що пізніше впливало на інші сцени. Бачення оригінальної гри полягало в тому, щоби підкреслити красу світу, а не візуально похмурий і антиутопічний образ; художній директор Себастьян Ґроманн вважав, що PlayStation 5 дала нагоду точніше реалізувати це бачення, особливо через складніші моделі й шейдери, що дозволили підвищити точність і кількість листя. Персонажі та довкілля були вдосконалені коштом збільшення кількості полігонів. Оригінальні дані захоплення руху використовувалися для катсцен, а анімація облич була перероблена, щоби більше бути схожою на оригінальні акторські виконання. Розробники вважали ремейк гарною можливістю для розширення деяких локацій, наприклад, додати деталі та предмети до службових приміщень Бостонського музею та візуально змінити університетську частину для створення більш клаустрофобного відчуття. Команда вирішила відмовитися від внесення деяких доповнень, оскільки ті не змогли покращити враження чи вписатися в наративний контекст; дерева й зарості спочатку були додані до військового містечка, але видалені, коли команда зрозуміла, що вони не виглядають реально в цьому середовищі.
Додання режиму швидкісного проходження було запропоновано одним із членів команди, зацікавленим цією активністю, тому розробники проконсультувалися з професійними гравцями швидкісного проходження. Ґаллант відчував, що режим перманентної смерті підняв ставки в бойових сутичках, які і так були напруженими в оригінальній грі. Розробники використали Tempest Engine у PlayStation 5 — еволюцію технології PlayStation 4 — для відтворення об'ємного звуку, у тому числі в тихіші моменти діалогів. Аудіопрограмісти витратили понад року на перероблення звукового рушія Naughty Dog, оскільки той був несумісний з функціями Tempest Engine. Процеси мікшування й майстерингу звуку були перероблені для підвищення чіткості та точності. Команда повторно використала більшу частину звуку з оригінальної гри, оскільки вважала його культовим; серед перезаписаних звуків є поліпшення верстата, а також «шпакові» виголоси Заражених, представлені в другій частині. Акторське виконання з оригінальної гри залишилося без змін.

## Маркетинг й випуск
Про існування ремейку The Last of Us вперше повідомив Джейсон Шраєр із Bloomberg News у квітні 2021 року. У його статті стверджувалося, що розробка гри під кодовою назвою T1X була розпочата в студії Sony Visual Arts Support Group, але перейшла до Naughty Dog після того, як деякі її співробітники приєдналися до проєкту у 2020 році. 9 червня 2022-го трейлер та інформація щодо гри передчасно з'явилася у PlayStation Store. The Last of Us Part I була анонсована пізніше того ж дня на Summer Game Fest. Реакція на анонс Part I була неоднозначною; деякі журналісти та гравці вважали, що ще одна гра після The Last of Us Remastered (2014) є зайвою і поставили під сумнів ціну в 70 $.
Naughty Dog анонсувала спеціальні видання, які надають внутрішньоігрові покращення та навички; спеціальне фізичне видання включає стілбук та серію коміксів The Last of Us: Американські мрії (2013) з новою обкладинкою. Усі ключові зображення та обкладинки були розроблені Девідом Блаттом, відомим як Kopfstoff, з яким було укладено контракт після того, як він став відомим своїми фан-артами для ігор. Ексклюзивне для США видання Firefly було розпродано протягом години після його анонсу; після його появи в продажу під час випуску ремейку, його було розпродано за лічені секунди. Декілька гравців повідомили про отримання пошкоджених версій Firefly через погане упаковування; за повідомленнями, Sony пропонувала знижки в магазині або відшкодування, але не надавала заміни. Версія для Windows також отримала видання Firefly, яке доступне в США та деяких європейських країнах, і має цифрову версії гри в сервісі Steam.
Розробка The Last of Us Part I для PlayStation 5 було завершено 11 липня 2022 року, коли гра була відправлена в тиражування. За словами головного художника оточення Ентоні Ваккаро, на відміну від кількох попередніх ігор Naughty Dog, розробка ремейку пройшла без понаднормових годин. Фінальний трейлер було представлено 24 серпня, а 2 вересня гра була випущена для PlayStation 5. 15 січня 2023 року було випущено двогодинну демоверсію гри була випущена для передплатників PlayStation Plus Premium, що збіглося з виходом в ефір першого епізоду телеадаптаці. Випуск версії для Windows, розробленої Naughty Dog спільно з Iron Galaxy, було перенесено з 2 на 28 березня; трейлер, яким було оголошено оригінальну дату випуску було показано під час The Game Awards у грудні 2022 року, а про перенесення було оголошено у лютому 2023-го.

## Сприйняття

### Оцінки й відгуки

#### Версія для PlayStation 5
| Агрегатор  | Оцінка |
| ---------- | ------ |
| Metacritic | 89/100 |

| Видання                   | Оцінка |
| ------------------------- | ------ |
| Electronic Gaming Monthly | 5/5    |
| GameSpot                  | 8/10   |
| GamesRadar+               | 4/5    |
| Hardcore Gamer            | 4/5    |
| IGN                       | 9/10   |
| Push Square               | 8/10   |
| Video Games Chronicle     | 5/5    |
| VG247                     | 4/5    |
| VideoGamer.com            | 9/10   |

The Last of Us Part I отримала «загалом схвальні» відгуки версії для PlayStation 5 за даними агрегатора рецензій Metacritic. Part I похвалили за графічні покращення, оновлену анімацію облич, покращений ШІ ворогів та персонажів, а також додаткові спеціальні можливості, звук та опції для контролера; реакція на ігровий процес та дизайн рівнів була неоднозначною. Багато оглядачів вважали ремейк остаточною версією (англ. definitive version) гри; Том Оррі з VG247 назвав її «одним із найкращих ремейків, у які я коли-небудь грав». Декілька оглядачів поставили під сумнів необхідність створення ремейку, особливо з огляду на його ціну та існування The Last of Us Remastered, тоді як інші навпаки порівняли Part I з ремастером фільму на Ultra HD Blu-ray, що вважається прийнятною практикою у своїй галузі. Критики нарікали на брак багатокористувацького режиму. Джейсон Фолкнер з GameRevolution вважав бракування сюжетних доповнень «величезними втраченими можливостями», а Блейк Гестер з Game Informer відчув, що брак наративних змін посилює застаріле представлення тематики гри.
Люк Рейлі з IGN назвав гру ефективною графічною демонстрацією для PlayStation 5. Майкл Горофф з Electronic Gaming Monthly (EGM) написав, що тоді як в оригінальній грі постапокаліптичний світ показаний так, як його візуалізували гравці, художній стиль і графіка ремейку більше схожі на те, як Джоел або Еллі бачили світ: «Зарослий і брудний [...] але також гарний чи навіть звичайний подекуди». Ендрю Вебстер із The Verge порівняв покращену графіку із сучасними блокбастерами, а Джош Толентіно із Siliconera написав, що вона відповідає його спогадам про оригінал. Сем Мачкович з Ars Technica похвалив візуальні поліпшення, але вважав, що оригінал не вимагав повного перероблення, як Demon's Souls (2020), тоді як Ті-Джей Дензер із Shacknews розкритикував менш чіткі візуальні ефекти в режимі слуху для кращого виявлення ворогів. Критики високо оцінили покращену систему освітлення та мінімізований інтерфейс користувача; на думку Дена Сільвера з The Telegraph, колишня система була гідної нагород, а Горофф з EGM вважав, що гра не втратила свого наративного тону, попри реалістичніше освітлення.

Декілька оглядачів вважали покращені моделі персонажів найсильнішою стороною The Last of Us Part I.

Декілька оглядачів визнали покращені моделі персонажів та анімацію облич найбільшою особливістю ремейку. Горофф з EGM та Рейлі з IGN висловили думку, що ці покращення зробили гру більш разючою, а нові мікровирази на обличчях додали глибини кожному персонажу, що Мачкович з Ars Technica порівняв з акторськими виконаннями у фільмах, відзначеними нагородами. Гестер з Game Informer також зазначив, що виконання стали точнішими та емоційнішими, але без ніяковостей оригіналу, а Джордан Міддлер із Video Games Chronicle написав, що ремейк вловив задум сюжету та моменти персонажів, чого оригінал не зміг досягти технологічно. На думку Алекса Аварда з GamesRadar+, навіть НІП, які з'являлися на короткий проміжок часу, виглядали краще, ніж Джоел та Еллі в оригіналі, а Дензер із Shacknews написав, що персонажі «виглядають набагато менш ляльковими та набагато краще проявляють емоції».
Критики похвалили покращення ШІ ворогів та компаньйонів. Мачкович з Ars Technica порівняв бойові сутички з дебютним трейлером оригінальної гри зі сценарними сценами, а Джейк Деккер із GameSpot написав, що покращення зробили сутички напруженішими та більш важкими. Кевін Дансмор з Hardcore Gamer підтримав цю думку, але зазначив, що від оригіналу залишилася деяка «хиткість», наприклад, коли компаньйони не йдуть правильним шляхом. Рейлі з IGN поскаржився на брак імен ворогів з Part II, заздалегідь прописаних у сценарії, але в іншому похвалив покращення ворожого ШІ. Толентіно з Siliconera вважав зміни поверхневими через ідентичні структуру мапи та дизайн сутичок, водночас Горофф з EGM написав, що поведінка залишилася спрощеною, а вороги поспішають наблизитися до своїх загиблих союзників.
Деккер з GameSpot написав, що ігровий процес покращився відповідно до сюжету, маючи чутливіше прицілювання, важчу зброю та легші рухи. Сільвер із The Telegraph заявив, що оновлені елементи управління зробили бої плавнішими, тоді як Оррі з VG247 зазначив, що вони зберегли «деяку незграбність», але зрештою призвели до напруженіших сутичок. Джин Парк з The Washington Post похвалив реалістичне поводження зі зброєю і назвав рухи Джоела «досить важкими»; Рейлі з IGN також написав, що управління за Джоела та Еллі відчувається більш важким і реалістичним, але нарік на брак механіки ухилення з Part II. Інші оглядачі також вважали, що дизайн боїв і рівнів не можна порівняти з Part II, хоча й визнали сутички значним поліпшенням у порівнянні з оригіналом. Авард з GamesRadar+ вважав бойові зміни мінімальними, водночас Мачкович з Ars Technica вирішив, що ігровий процес у гіршому випадку все ще схожий на гру для PlayStation 3. Вільям Хьюз із The A.V. Club написав, що насолоджувався бойовими сутичками, проте зазначив, що іноді ті можуть «перейти від „таких, що хвилюють“ до „таких, що розчаровують“».
Оглядачі високо оцінили нові опції та функції. Деккер із GameSpot написав, що Part I «встановлює новий стандарт спеціальних можливостей в іграх». Толентіно із Siliconera назвав її однією з найкращих стосовно опцій спеціальних можливостей, а Мачкович з Ars Technica вважав ці можливості ефективнішими, ніж в інших іграх. Хьюз із The A.V. Club заявив, що спеціальні можливості є єдиним гідним доповненням, а Дензер із Shacknews виділив аудіодискрипцію у катсценах як визначну опцію. Бен Бейлісс із Can I Play That? похвалив низку функцій за демонстрацію того, «що можливо, коли ремейк зроблено добре», хоча зазначив деякі проблеми з мобільністю та розкритикував складність, необхідну для балансування різних варіантів. Критики похвалили використання тактильного зв'язку контролера DualSense, вважаючи його одним з найкращих застосувань на момент випуску гри поряд з Astro's Playroom (2020). Джош Вайз із VideoGamer.com написав, що контролер «додав хрускоту в бою», а Вебстер із The Verge похвалив використання лука. Аварт з GamesRadar+ зазначив, що об'ємний звук зробив Заражених жахливішими; напруга і жах змусили Вебстера з The Verge грати без навушників, а Оррі з VG247 відключити звук, тоді як Баркер з Push Square зазначив, що ефективність звуку призвела до обмеженого використання режиму слуху.

#### Версія для Windows
| Агрегатор  | Оцінка |
| ---------- | ------ |
| Metacritic | 59/100 |

| Видання                    | Оцінка |
| -------------------------- | ------ |
| CD-Action                  | 4.5/10 |
| GameStar                   | 77/100 |
| GamingBolt                 | 5/10   |
| Inverse                    | 6/10   |
| MeriStation                | 4.5/10 |
| Multiplayer.it             | 7.5/10 |
| PC Gamer (Велика Британія) | 50/100 |
| PC Games (Німеччина)       | 8/10   |
| The Games Machine (Італія) | 9.3/10 |

Версія для Windows отримала «змішані або середні» відгуки за даними Metacritic; вона має найнижчий рейтинг серед ігор Naughty Dog. Оглядачі отримали попередні копії лише перед самим випуском гри. Річард Лідбеттер з Eurogamer описав гру як «фактично бета-версію», посилаючись на погану оптимізацію та високі системні вимоги. Сальва Фернандес із MeriStation вважав, що гра не була готова до випуску через її початковий технічний стан, а Петтер Геґевалл з Gamereactor назвав її «найгірше оптимізованим портом для ПК» із часів Grand Theft Auto: The Trilogy — The Definitive (2021). Філ Іванюк із PC Gamer нарікнув на погані оцінки, але вважав їх необхідними, оскільки стан Part I був «насправді справжньою перешкодою», що заважає сприйняттю гри.
Кілька оглядачів високо оцінили технічні та візуальні вдосконалення ремейку, але розкритикували його оптимізацію, системні вимоги та проблеми з продуктивністю. Шунал Доук із GamingBolt написав, що порт є непридатним до того, щоб грати, а деякі критики рекомендували зачекати допоки розробники не вирішать проблеми з продуктивністю. Емануель Феронато із The Games Machine навпаки наголосив на бракуванні проблем із продуктивністю, навіть на вищих налаштуваннях графіки. Алессандро Барбоса з GameSpot похвалив широкі можливості налаштувань, хоча Ґрант Стоунер з Inverse вважав обмежене налаштування поєднання клавіш розчаровуючим через те, що Naughty Dog зосереджується на доступності. Павел Рабан з CD-Action розкритикував стандартне керування клавіатурою, віддавши перевагу контролеру.
Порт був погано сприйнятий гравцями; її рейтинг у Steam був позначений як «переважно негативний» на основі понад 7000 відгуків станом на 29 березня 2023 року. Гравці повідомили про проблеми з продуктивністю, як-от непостійна частота кадрів, погана оптимізація та часті збої, а деякі написали, що грі потрібно до двох годин для компіляції шейдерів; журналісти зіткнулися з подібними проблемами, тоді як деякі поділилися глітчами, як-от зламані моделі персонажів, яскраві фонові кольори та персонажі, які раптово ставали мокрими. Інші гравці навпаки зазначили, що не мали жодних проблем навіть на комп'ютерах низького класу. Naughty Dog заявила, що розгляне скарги та розв'язуватиме проблеми за допомогою оновлень, зосередившись на часі завантаження шейдерів, нестабільності та графічних проблемах, а також збоях, спричинених потенційними витоками пам'яті. Натан Інґрехем з Engadget написав, що продуктивність на Steam Deck покращилася після першого оновлення, хоча деякі оглядачі та гравці вважали, що проблеми залишилися; на початку квітня  Valve позначила гру як «непідтримувану» на Steam Deck. Через кілька днів після випуску відгуки в Steam покращилися до «змішаної» позначки, яка складалася з 51 % позитивних відгуків станом на середину квітня. Оглядачі зазначили, що продуктивність покращилася через кілька тижнів, але певні проблеми все ж залишилися. Гра отримала статус «верифікованої» на Steam Deck у червні.

### Продажі
У Сполучених Штатах The Last of Us Part I стала п'ятою найбільш продаваною грою вересня і четвертою найбільш продаваною грою для PlayStation. У Великій Британії вона очолила тижневий чарт фізичних продажів у перші вихідні, але опустилася на четверте місце в другий тиждень; загальні цифрові та фізичні продажі зробили Part I п'ятою найбільш продаваною грою місяця. У Японії Part I стала п'ятою найбільш продаваною грою в перший тиждень, маючи 10 954 проданих копій. Вона була третьою за кількістю завантажень грою для PlayStation 5 в Європі та Північній Америці у вересні, й опустилася на одинадцяте місце в Північній Америці в жовтні, вісімнадцяте в листопаді та двадцяте в грудні.
Після випуску телеадаптації The Last of Us в січні 2023 року ремейк став восьмою за кількістю завантажень грою в Північній Америці та десятою в Європі, а наступного місяця — шостою та сьомою відповідно. Вона стала одинадцятою найбільш продаваною грою січня в Сполучених Штатах, що було на 25 позначок вище за попередній місяць, і знову потрапила в чарти фізичних продажів у Великій Британії зі збільшенням тижневих продажів на 238 % та ще на 32 % наступного тижня.
Протягом чотирьох тижнів після випуску продажі версії для Windows сягнули 368 000 копій, що принесло 15,5 мільйонів $.

### Нагороди
| Нагорода                      | Дата              | Категорія                                      | Номінант                                                  | Результат | Прим.   |
| ----------------------------- | ----------------- | ---------------------------------------------- | --------------------------------------------------------- | --------- | ------- |
| British Academy Games Awards  | 30 березня 2023   | Нагорода за технічні досягнення                | The Last of Us Part I                                     | Номінація | [ 130 ] |
| Clio Entertainment Awards     | 9 листопада 2023  | Звук і графіка в іграх                         | Фінальний трейлер The Last of Us Part I                   | Золото    | [ 131 ] |
| The Game Awards               | 8 грудня 2022     | Інновації у сфері доступності                  | The Last of Us Part I                                     | Номінація | [ 132 ] |
| Golden Joystick Awards        | 22 листопада 2022 | Гра року для PlayStation                       | The Last of Us Part I                                     | Номінація | [ 133 ] |
| The Steam Awards              | 2 січня 2024      | Найкращий саундтрек                            | The Last of Us Part I                                     | Перемога  | [ 134 ] |
| Visual Effects Society Awards | 15 лютого 2023    | Визначні досягнення у сфері візуальних ефектів | Ерік Панґілінан, Еван Веллс, Ебен Кук, Мері Джейн Вайтінґ | Перемога  | [ 135 ] |